# Giống cá vàng

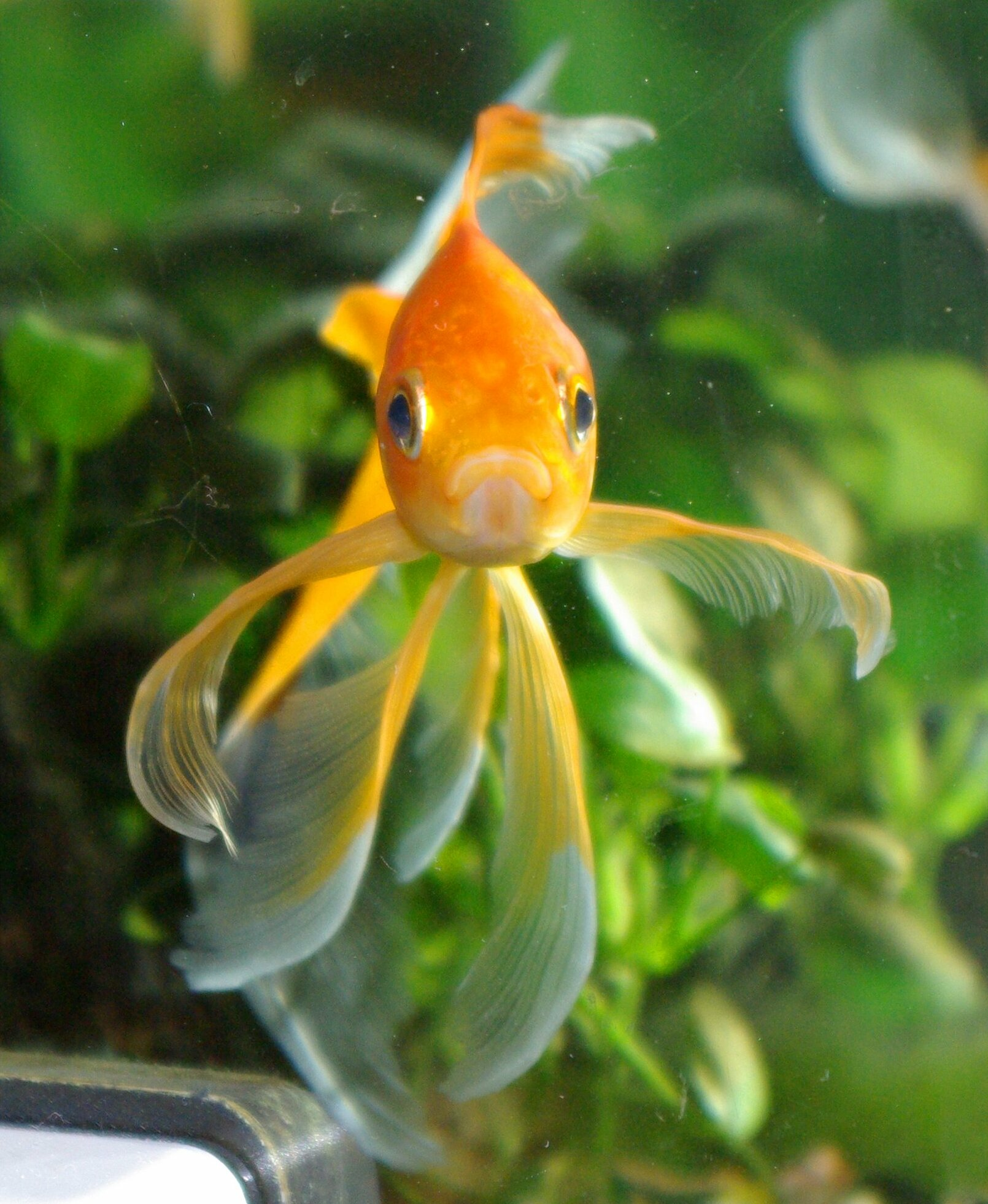
Một giống cá vàng

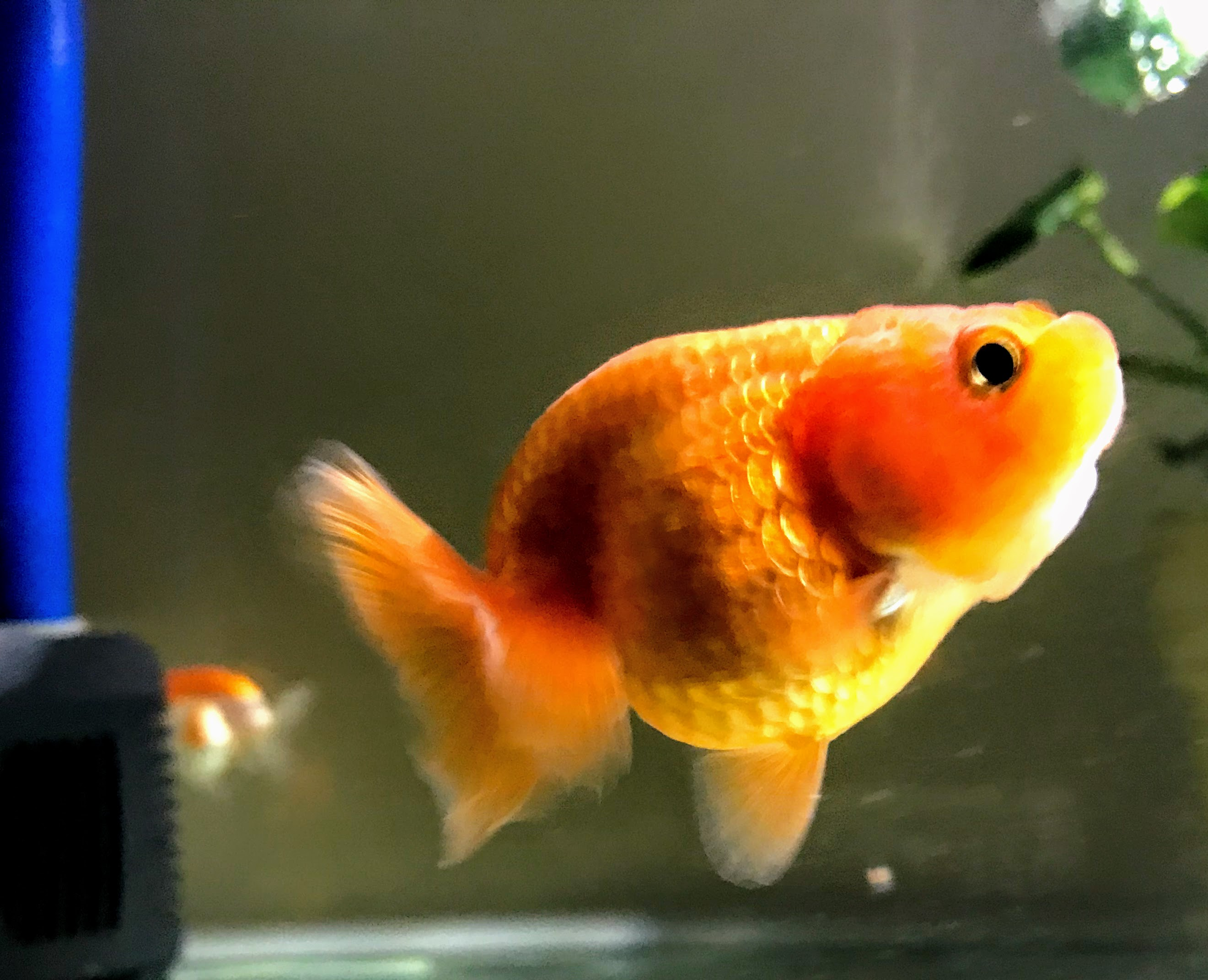
Giống cá vàng ranchu được nuôi trong hồ kính ở Việt Nam

Giống cá vàng là sự đang dạng của các giống cá được chọn giống từ loài cá vàng phục vụ cho nhu cầu cá cảnh. Trên thế giới rất đa dạng về các giống cá vàng, chỉ riêng tại Trung Quốc đã có 300 giống cá vàng được công nhận. Các quốc gia khác cũng nổi tiếng về thú chơi và lai tạo cá vàng như Nhật Bản, Triều Tiên, Thái Lan và Việt Nam. Cá vàng vốn thuộc họ cá Chép, xuất xứ từ Trung Quốc, ngày nay được phổ biến khắp nơi trên thế giới, đang là đối tượng được nhiều người ưa chuộng, dùng làm vật cảnh nuôi giải trí trong nhà.

## Các giống
- Thân dài, vây đuôi đơn:
  - Cá vàng thông thường (Common Goldfish)
  - Cá vàng sao chổi (Comet)
  - Cá vàng kim tuyến đỏ (Shubunkin)
- Thân dài, vây đuôi đôi:
  - Cá vàng đuôi bướm (Jikin)
  - Cá vàng đuôi công (Tosakin)
  - Cá vàng Wakin (Wakin)
- Thân ngắn, vây đuôi dài:
  - Cá vàng đuôi voan (Veiltail)
  - Cá vàng đầu lân (Oranda),
  - Hạc đỉnh hồng (Redcap Oranda)
  - Cá mắt lồi đen (Broadtail Moor Goldfish/Black Moor)
  - Cá vàng hướng thiên (Demeranchu) hay Hướng thiên nhãn (Telescope)
- Thân ngắn, đuôi ngắn, có vây lưng:
  - Cá vàng đuôi quạt (Fantail)
  - Cá vàng ngọc trai (Pearlscale)
- Thân ngắn, đuôi ngắn, không có vây lưng:
  - Cá vàng Thủy bao nhãn (Bubble Eye)
  - Cá vàng mắt lồi (Demekin-Celestial)
  - Cá vàng phượng hoàng (Egg Goldfish)
  - Cá vàng sư tử (Lionhead)
  - Cá vàng Lan Thọ (Ranchu)
  - Cá vàng Lan sư (Lionchu)
  - Cá vàng Thọ tinh
  - Cá vàng Pompon
- Các loại khác:
  - Cá vàng Lưu kim/Lưu kim nhật (Ryukin)
  - Cá vàng gấu trúc
  - Cá vàng xà cừ